# Rajeunissement de rivière

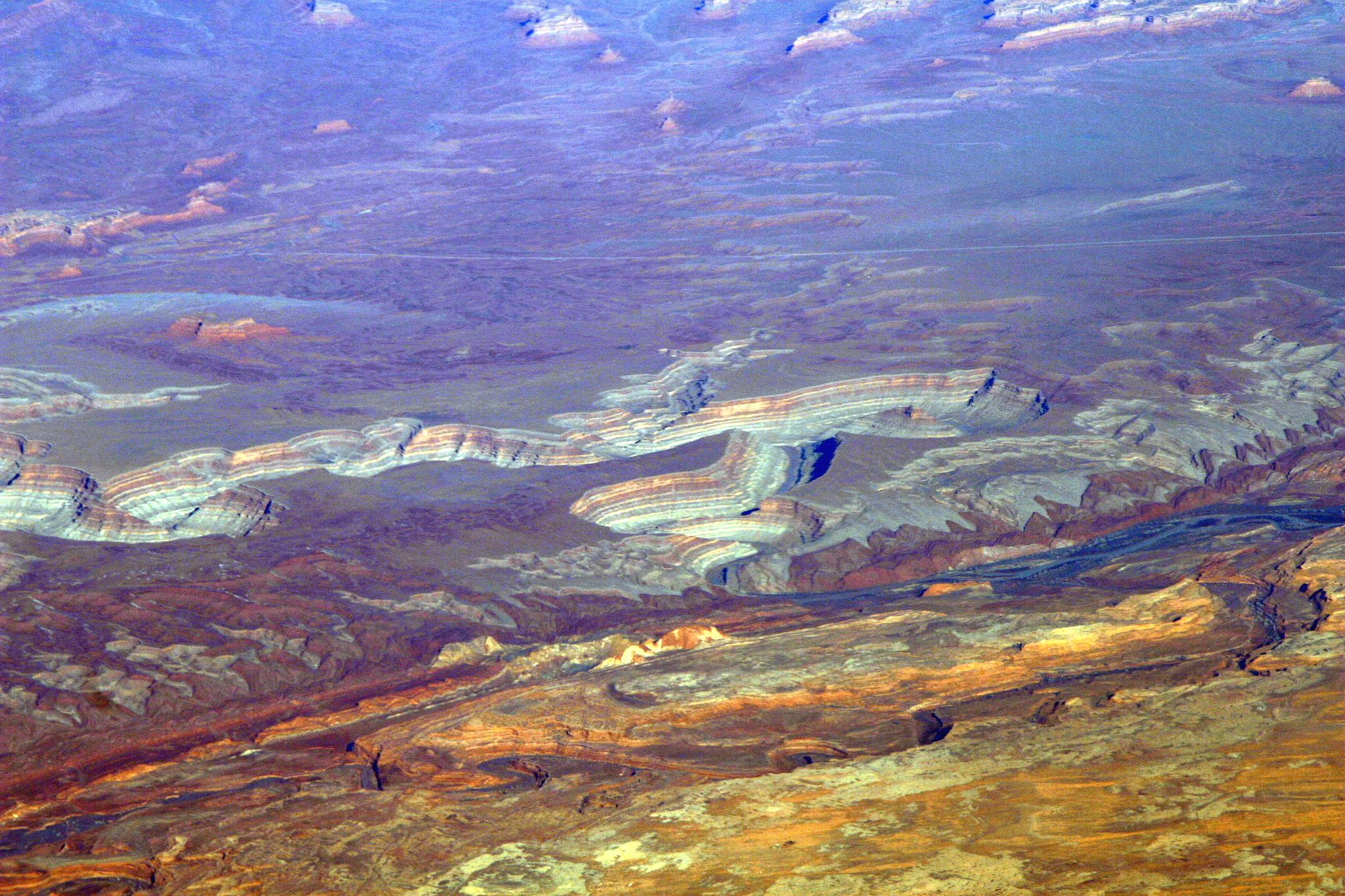
Incision du lit dans le Goosenecks, Utah.

En géomorphologie fluviale, on parle de rajeunissement de rivière lorsque la rivière érode son lit à la suite d'un abaissement de son niveau de base et plus généralement lors d'une modification générale des phénomènes d'érosion et de dépôts. Rajeunissement est parfois employé pour désigner une érosion.

## Description
Les terrains rajeunis sont généralement des paysages complexes combinant les restes de formes anciennes préservés localement avec un lit encaissé. Des parties d’anciennes plaines d'inondation peuvent être ainsi préservées en tant que terrasses le long des canaux d'écoulement qui se sont enfoncés. Les rivières à méandres deviennent souvent des rivières encaissées, de sorte que le paysage combine les méandres de l’ancien lit avec une vallée en forme de « V » abrupte, très prononcée plus jeune.

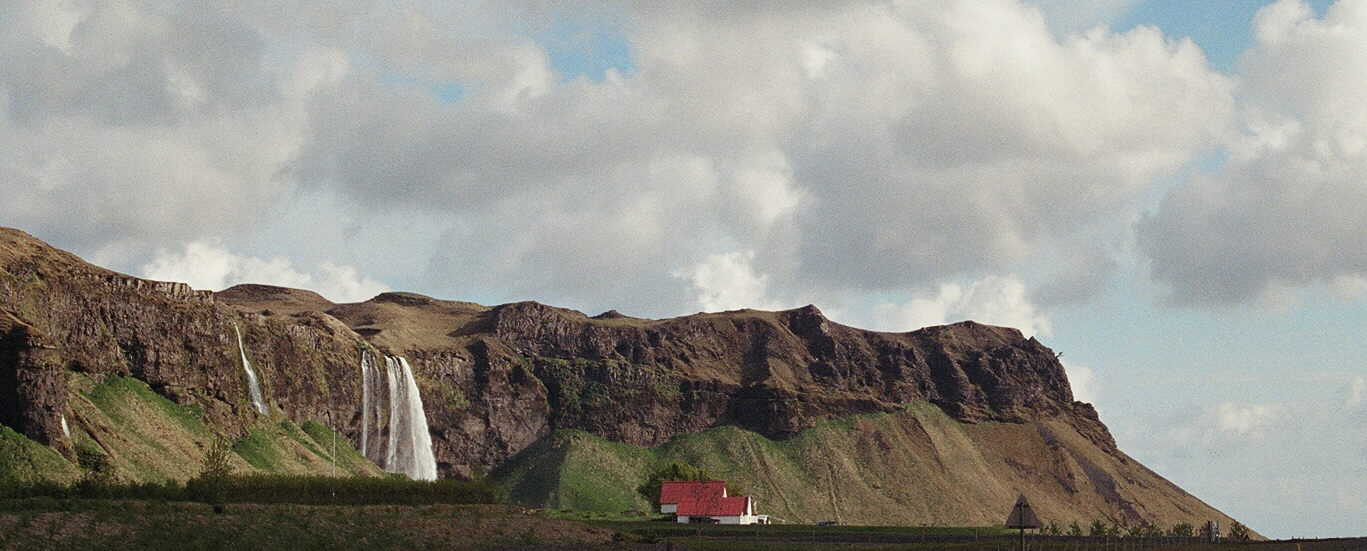
Point de biseau au Seljalandsfoss.

Le rajeunissement peut se traduire par un « point de biseau » dans le profil en long des rivières. Ce point de rupture prend la forme de rapides ou d’une chute d'eau. Un exemple est le Seljalandsfoss dans le sud de l'Islande, où un soulèvement isostatique (dynamique) a eu lieu à la suite d'une déglaciation (voir Rebond post-glaciaire).

## Exemple
Un exemple de rajeunissement de rivière nous donne le Nil, qui a été rajeuni lorsque la mer Méditerranée s'est tarie à la fin du Miocène (voir Crise de salinité messinienne). Son niveau de base a chuté de plus de 4 km au-dessous du niveau de la mer actuel. Le lit s’est enfoncé de plusieurs centaines de mètres sous le niveau de la mer actuel à Assouan et jusque 2500 mètres au-dessous du niveau de la mer actuel au Caire. Après la ré-inondation de la Méditerranée, ces gorges se sont remplies peu à peu de limon.

## Causes
Le rajeunissement peut avoir pour causes des modifications dynamiques, eustatiques ou isostatiques. Tous ces facteurs entraînent une érosion verticale du lit (abaissement) rapide. La raison de cette érosion verticale est l’augmentation de l'énergie potentielle gravitationnelle. Les conséquences sont l’apparition de méandres incisés, de sections où la rivière commence soudainement à couler plus vite et de terrasses fluviales dérivées des anciennes plaines inondables.

## Conséquences
L'enfoncement du lit de la rivière peut entraîner des glissements de terrain et des ruptures de berges ainsi qu'une modification de l'environnement et des habitats notamment par l'abaissement de la nappe phréatique.

## Rajeunissement dynamique
Les zones tectoniques actives sont susceptibles de se surélever. Un surélevement d’une plaque tectonique peut modifier le niveau de base et entraîner une érosion active. Un soulèvement tectonique peut entraîner également l'apparition de large plaine d'inondation.
Le rajeunissement dynamique peut être causé par le soulèvement épeirogénique (épirogenèse) d'une masse terrestre. La déformation d’un bassin versant peut entraîner une augmentation de la pente hydraulique et entraîner une érosion verticale et une incision du lit des cours d’eau.

## Rajeunissement eustatique
Le rajeunissement eustatique résulte d’une baisse du niveau mondiale des mers et océans. Deux types de rajeunissement sont distingués : l'eustatisme diastrophique est la variation du niveau de la mer due à la variation de la capacité des bassins océaniques, tandis que le glacio-eustatisme est le changement du niveau de la mer dû au retrait ou au retour de l'eau dans les océans, en raison de l'accumulation ou de la fonte successives de glace.
Le rajeunissement eustatique entraîne un déplacement de l'embouchure des cours d’eau. En fonction du nouveau niveau de l’embouchure, le nouveau niveau de base va entraîner un rééquilibrage de l’aval vers l’amont. Le résultat peut être également un profil « brisé » au point d'intersection de l'ancien et du nouveau niveau de base.

## Rajeunissement statique

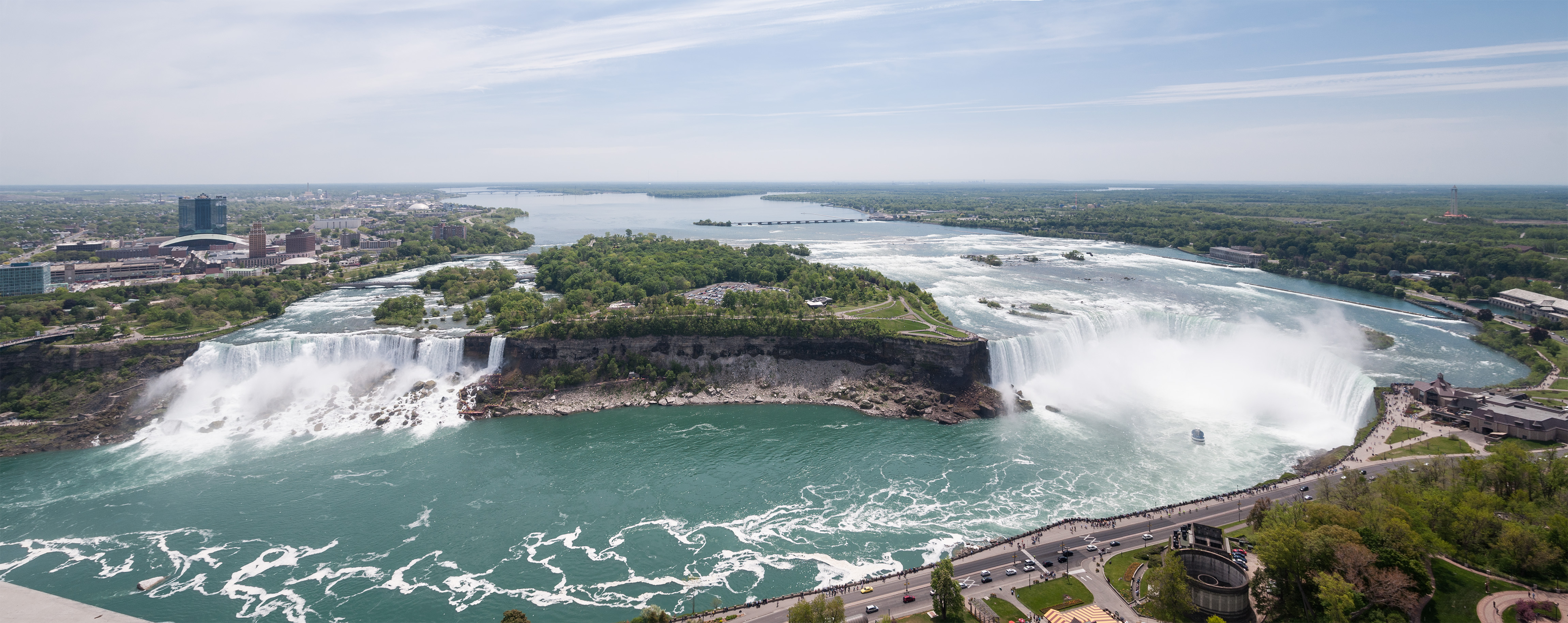
Les chutes du Niagara remontent vers le lac Érié par érosion régressive.

Trois changements peuvent entraîner un rajeunissement statique de la rivière.
- Une diminution de la charge solide
- Augmentation du ruissellement dû à l'augmentation des précipitations
- Augmentation du volume des flux par l'acquisition de nouveaux affluents

Un rajeunissement causé par la diminution de la charge solide a eu lieu pendant les périodes post-glaciaires le long de nombreuses vallées qui auparavant recevaient de grandes quantités de moraines des glaciers. À la suite des retraits des glaciers, la charge a diminué et un enfoncement des vallées a suivi.
Un rajeunissement statique peut également se produire dans de rares cas, lorsqu'un point d’érosion régressive en aval s'érode vers l’amont vers un lac qui établit le niveau de base de ses affluents en amont. Lorsque le point de rupture atteint le lac, le lac se vide et le niveau de base des eaux en amont s'abaisse rapidement avec le lac disparu jusqu’au niveau de la rivière en aval. Un exemple assez dramatique se produira lorsque les chutes du Niagara qui s’érodent régressivement atteindront le lac Érié.